# Bianchi (equipa ciclista 1905-1966)
A equipa Bianchi em 1911
Bianchi foi um equipa ciclista italiana de ciclismo em estrada que competiu entre 1905 e 1961. É uma das diferentes equipas que tem competido com este nome.
Surgido a partir da fábrica de bicicletas do mesmo nome, a equipa ao longo de sua história conseguiu numerosos sucessos, entre os quais destacam seis Giros de Itália. Entre seus ciclistas, sobresaem os nomes de Gaetano Belloni, Giuseppe Olmo e Fausto Coppi.
A equipa deixou a atividade em 1961, reapareceu em 1965 e desapareceu ao ano seguinte.

## Corredor melhor classificado nas Grandes Voltas

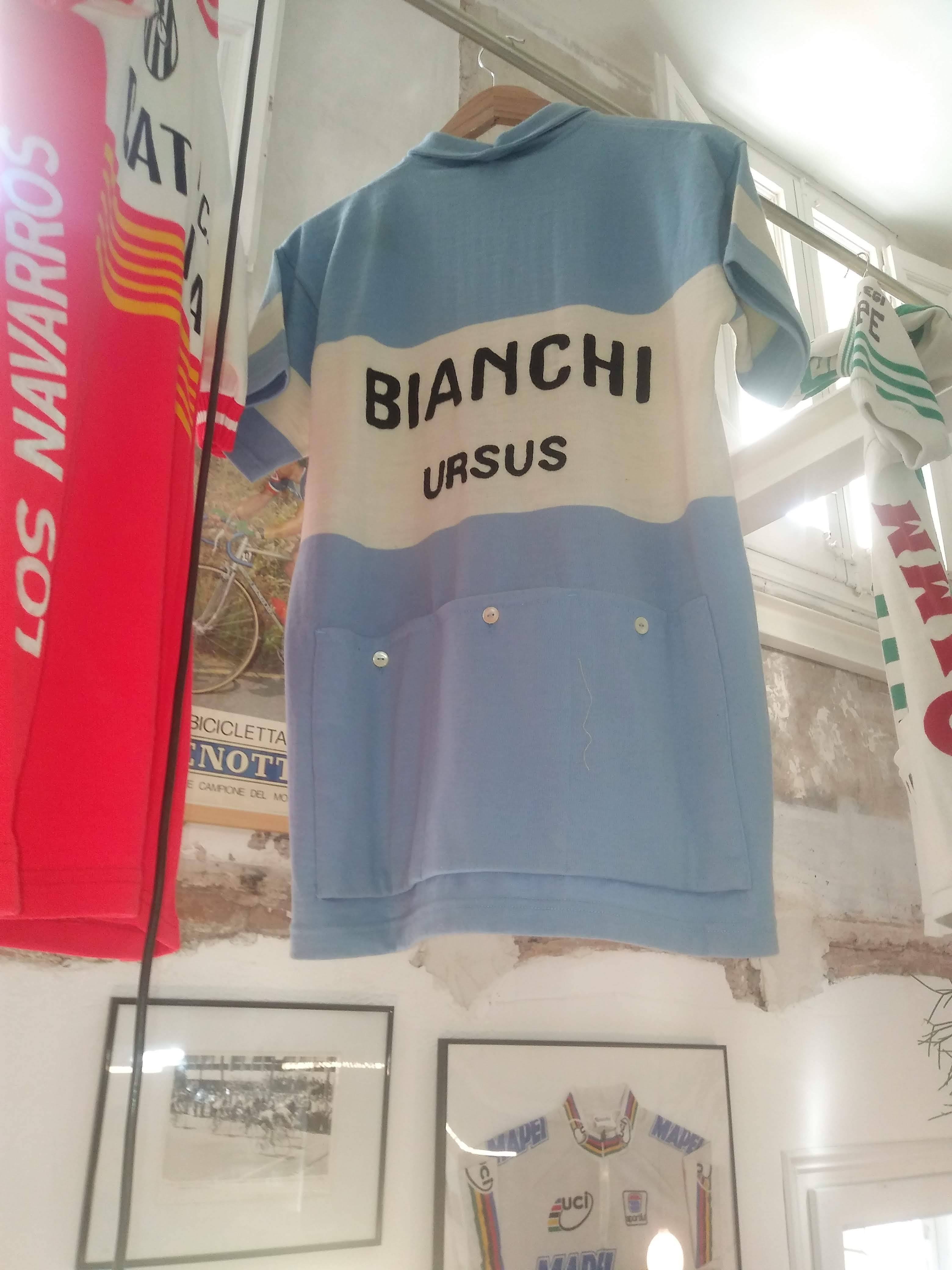
Maillot da equipa ciclista do Bianchi Ursus (1949-1950)

| Ano  | Giro d'Italia           | Tour de France | Volta a Espanha |
| ---- | ----------------------- | -------------- | --------------- |
| 1905 | X                       | -              | X               |
| 1906 | X                       | -              | X               |
| 1907 | X                       | -              | X               |
| 1908 | X                       | -              | X               |
| 1909 | 7.º Dario Beni          | -              | X               |
| 1910 | A                       | -              | X               |
| 1911 | 1.º Carlo Galetti       | -              | X               |
| 1912 | A                       | -              | X               |
| 1913 | -                       | -              | X               |
| 1914 | A                       | -              | X               |
| 1915 | X                       | X              | X               |
| 1916 | X                       | X              | X               |
| 1917 | X                       | X              | X               |
| 1918 | X                       | X              | X               |
| 1919 | 2.º Gaetano Belloni     | -              | X               |
| 1920 | 1.º Gaetano Belloni     | -              | X               |
| 1921 | 2.º Gaetano Belloni     | -              | X               |
| 1922 | A                       | -              | X               |
| 1923 | -                       | -              | X               |
| 1924 | -                       | -              | X               |
| 1925 | -                       | -              | X               |
| 1926 | -                       | -              | X               |
| 1927 | 6.º Arturo Bresciani    | -              | X               |
| 1928 | 6.º Aristide Cavallini  | -              | X               |
| 1929 | 2.º Domenico Piemontesi | -              | X               |
| 1930 | 3.º Allegro Grandi      | -              | X               |
| 1931 | 8.º Ambrogio Morelli    | -              | X               |
| 1932 | 6.º Michele Mara        | -              | X               |
| 1933 | 4.º Alfredo Bovet       | -              | X               |
| 1934 | 4.º Giuseppe Olmo       | -              | X               |
| 1935 | 3.º Giuseppe Olmo       | -              | -               |
| 1936 | 2.º Giuseppe Olmo       | -              | -               |
| 1937 | 18.º Basco Bergamaschi  | -              | X               |
| 1938 | 6.º Walter Generati     | -              | X               |
| 1939 | 15.º Diego Marabelli    | -              | X               |
| 1940 | 4.º Mario Vicini        | X              | X               |
| 1941 | X                       | X              | -               |
| 1942 | X                       | X              | -               |
| 1943 | X                       | X              | X               |
| 1944 | X                       | X              | X               |
| 1945 | X                       | X              | -               |
| 1946 | 2.º Fausto Coppi        | X              | -               |
| 1947 | 1.º Fausto Coppi        | -              | -               |
| 1948 | Abandono                | -              | -               |
| 1949 | 1.º Fausto Coppi        | -              | X               |
| 1950 | 42.º Désiré Keteleer    | -              | -               |
| 1951 | 4.º Fausto Coppi        | -              | X               |
| 1952 | 1.º Fausto Coppi        | -              | X               |
| 1953 | 1.º Fausto Coppi        | -              | X               |
| 1954 | 4.º Fausto Coppi        | -              | X               |
| 1955 | 2.º Fausto Coppi        | -              | -               |
| 1956 | 23.º Andrea Carrea      | -              | -               |
| 1957 | 13.º Nino Defilippis    | -              | -               |
| 1958 | 14.º Germano Barale     | -              | -               |
| 1959 | 3.º Diego Ronchini      | -              | -               |
| 1960 | 8.º Diego Ronchini      | -              | -               |
| 1961 | 20.º Franco Balmamion   | -              | -               |

## Principais resultados
- Milão-Turim: Giovanni Rossignoli (1905), Costante Girardengo (1915), Oscar Egg (1917), Federico Gay (1921), Aldo Bini (1952), Nello Fabbri (1959)
- Giro do Piemonte: Mario Bruschera (1911), Costante Girardengo (1922), Aldo Bini (1936), Cino Cinelli (1940), Silvano Ciampi (1959), Romeo Venturelli (1965).
- Giro de Lombardia: Lauro Bordin (1914), Gaetano Belloni (1918), Costante Girardengo (1922), Michele Mara (1930), Aldo Bini (1937, 1942), Fausto Coppi (1946, 1947, 1948, 1950, 1954), Diego Ronchini (1957)
- Milão-San Remo: Ugo Agostoni (1914), Gaetano Belloni (1917, 1920), Costante Girardengo (1918), Michele Mara (1930), Alfredo Bovet (1932), Giuseppe Olmo (1935, 1938), Adolfo Leoni (1942), Cino Cinelli (1943), Fausto Coppi (1946, 1948, 1949), Loretto Petrucci (1952)
- Giro de Emilia: Angelo Gremo (1917, 1922), Costante Girardengo (1918), Domenico Piemontesi (1927), Alfonso Piccin (1928), Allegro Grandi (1929), Giuseppe Olmo (1936), Fausto Coppi (1941, 1947, 1948), Adolfo Leoni (1942, 1946), Diego Ronchini (1958), Carmine Preziosi (1966)
- Giro de Campania: Angelo Gremo (1921), Giuseppe Olmo (1938), Olimpio Bizzi (1941), Fausto Coppi (1954, 1955), Angelo Conterno (1956)
- Volta a Cataluña: Alfredo Bovet (1933)
- Giro dos Apeninos: Cino Cinelli (1937), Fausto Coppi (1955), Silvano Ciampi (1959)
- Giro do Veneto: Adolfo Leoni (1939), Fausto Coppi (1941, 1947, 1950), Angelo Conterno (1957), Diego Ronchini (1960)
- Giro de Toscana: Fausto Coppi (1941), Vito Ortelli (1942), Olimpio Bizzi (1943), Loretto Petrucci (1951)
- Giro do Lacio: Adolfo Leoni (1941), Diego Ronchini (1959), Bruno Mealli (1961)
- Paris-Roubaix: Serse Coppi (1949), Fausto Coppi (1950)
- Flecha Valona: Fausto Coppi (1950)
- Volta a Suíça: Pasquale Fornara (1952)
- Volta a Marrocos: Franco Giacchero (1952)
- Paris-Tours: Joseph Schils (1953)
- Giro da Romagna: Dino Zandegù (1965)
- Coppa Sabatini: Luciano Armani (1965)
- Tirreno-Adriático: Dino Zandegù (1966)
- Troféu Laigueglia: Antonio Bailetti (1966)
- Grande Prêmio Cidade de Camaiore: Bruno Mealli (1966)

### Campeonatos nacionais
- Campeonato de Bélgica em estrada. Jules Van Hevel (1921)
- Campeonato da França em estrada. Raphaël Géminiani (1953)
- Campeonato da Itália em estrada. Dario Beni (1909 e 1911); Costante Girardengo (1922); Giuseppe Olmo (1936); Adolfo Leoni (1941); Fausto Coppi (1947, 1949, 1955); Diego Ronchini (1959)

### Nas grandes voltas
- Giro d'Italia
  - 39 participações (1909, 1910, 1911, 1912, 1914, 1919, 1920, 1921, 1922, 1927, 1928, 1929, 1930, 1931, 1932, 1933, 1934, 1935, 1936, 1937, 1938, 1939, 1940, 1946, 1947, 1948, 1949, 1950, 1951, 1952, 1953, 1954, 1955, 1956, 1957, 1958, 1959, 1960, 1961), 1966)
  - 118 vitórias de etapa:
    - 2 em 1909: Giovanni Rossignoli (2)
    - 5 em 1911: Carlo Galetti (3), Giovanni Rossignoli, Dario Beni
    - 2 em 1914: Giuseppe Azzini (2)
    - 2 em 1919: Gaetano Belloni, Oscar Egg
    - 6 em 1920: Gaetano Belloni (4), Giuseppe Olivieri, Ugo Agostoni
    - 3 em 1921: Gaetano Belloni (3)
    - 3 em 1922: Gaetano Belloni (2), Costante Girardengo
    - 2 em 1927: Arturo Bresciani, Domenico Piemontesi
    - 5 em 1928: Domenico Piemontesi (5)
    - 2 em 1929: Gaetano Belloni, Domenico Piemontesi
    - 7 em 1930: Michele Mara (5), Domenico Piemontesi, Allegro Grandi
    - 3 em 1931: Michele Mara (2), Ambrogio Morelli
    - 2 em 1933: Giuseppe Olmo (2)
    - 3 em 1934: Giuseppe Olmo (3)
    - 4 em 1935: Giuseppe Olmo (4)
    - 11 em 1936: Giuseppe Olmo (10), Aldo Bini
    - 4 em 1937: Aldo Bini (3), Giuseppe Olmo
    - 1 em 1938: Adolfo Leoni
    - 3 em 1939: Diego Marabelli, Adolfo Leoni, Basco Bergamaschi
    - 10 em 1940: Olimpio Bizzi (4), Adolfo Leoni (4), Mario Vicini (2)
    - 6 em 1946: Fausto Coppi (4), Adolfo Leoni, Aldo Baito
    - 6 em 1947: Fausto Coppi (3), Adolfo Leoni (3)
    - 5 em 1948: Fausto Coppi (2), Oreste Conte (2), Bruno Pasquini
    - 5 em 1949: Fausto Coppi (3), Oreste Conte (2)
    - 2 em1950: Oreste Conte (2)
    - 2 em 1951: Fausto Coppi (2)
    - 4 em 1952: Fausto Coppi (3), Pasquale Fornara
    - 4 em 1953: Fausto Coppi (3), Ettore Milano
    - 1 em 1954: Fausto Coppi
    - 1 em 1955: Fausto Coppi
    - 1 em 1958: Guido Boni
    - 1 em 1959: Antonino Catalano
    - 2 em 1965: Luciano Armani, Bruno Mealli
    - 2 em 1966: Dino Zandegù (2)

  - 6 classificação finais:
    - Carlo Galetti (1911)
    - Gaetano Belloni (1920)
    - Fausto Coppi (1947, 1949, 1952, 1953)

  - 9 classificações secundárias:
    - Grande Prêmio da montanha: Fausto Coppi (1948, 1949, 1954), Raphaël Géminiani (1952)
    - Classificação por equipas: (1911, 1920, 1921, 1930, 1952)

- Tour de France
  - 0 participações

- Volta em Espanha
  - 0 participações